# The Iron Maidens
The Iron Maidens è un gruppo heavy metal statunitense fondato nel 2001 a Los Angeles. È una tribute band degli Iron Maiden interamente formata da donne. Viene definita "The World's Only Female Tribute to Iron Maiden" ("l'unico tributo femminile al mondo agli Iron Maiden").

## Storia
Le Iron Maidens vennero fondate nel giugno 2001 a Los Angeles dalla cantante Jenny Warren e la bassista Melanie Sisneros, già precedentemente insieme nella tribute band degli Iron Maiden Wrathchild. Subito dopo al duo si aggiunsero Linda McDonald (batteria) e Josephine Soegijanty (chitarra), entrambe precedentemente nelle Phantom Blue, e Sara Marsh (chitarra); con l'ingresso delle tre, le Iron Maidens stabilirono la loro prima formazione. Sisneros lasciò la band agli inizi del 2002, dopo solo 15 esibizioni; viene sostituita da Wanda Ortiz.
Nel 2003 la band cominciò a lavorare al suo primo album, ma il progetto subì un ritardo a causa del ritiro della Warren, che intendeva concentrarsi meglio sulla sua vita privata; a sostituirla venne chiamata Aja Kim, con la quale viene registrato e pubblicato l'album World's Only Female Tribute to Iron Maiden nel giugno 2005. Soegijanty lasciò la band poco dopo l'uscita dell'album, e venne sostituita da Elizabeth Schall, che lasciò la band l'anno successivo. Con la nuova chitarrista Heather Baker, la band registrò il suo secondo album Route 666, che venne pubblicato il 23 maggio 2007; alla registrazione partecipò anche Phil Campbell, storico chitarrista dei Motörhead.
Il 23 aprile 2008 venne pubblicato, solo in Giappone, l'EP The Root of All Evil. Nell'estate dello stesso anno Heather Baker e Aja Kim lasciarono la band, avviando due carriere soliste distinte. Le due vengono rimpiazzate rispettivamente da Courtney Cox e Kirsten Rosenberg (precedentemente cantante degli HighWire). Con la nuova formazione la band pubblicò il DVD Metal Gathering Tour Live in Japan 2010 il 25 agosto 2010. A gennaio 2010 Sara Marsh dovette assentarsi dalle esibizioni della band a causa di una non buona condizione di salute, ma ripresasi non si riunì alla band; Baker si riunì alla band per qualche data come rimpiazzo, ed infine venne reclutata Nita Strauss.
Il 23 dicembre 2012 la band si esibì al Paladino di Tarzana, California, accompagnata da Nikki Stringfield, chitarrista dei Before the Mourning. Da allora la chitarrista è un membro della band in pianta stabile. Negli anni successivi, continuano a incidere brani degli Iron Maiden ed a portare avanti un'intensa attività concertistica, esibendosi in vari continenti e ricevendo una certa attenzione da parte della critica di settore. Gli stessi Iron Maiden hanno assistito ad un loro concerto tenutasi in Messico, esperienza descritta come "molto strana" da parte di Bruce Dickinson.
Nell'agosto 2023, Courtney Cox ha annunciato di lasciare The Iron Maidens per entrare nella band Burning Witches.

## Pseudonimi
Fin dalla sua fondazione, tutti i membri delle Iron Maidens hanno adottato pseudonimi che richiamassero i loro corrispettivi nella band inglese: le cantanti hanno sempre impiegato il nome "Bruce Chickinson" (l'unica eccezione è stata Aja Kim, che utilizzò la variante "Bruce Lee Chickinson") per richiamare il cantante Bruce Dickinson; le chitarriste impiegano nomi che richiamano i chitarristi Dave Murray (Sara Marsh e Nita Strauss, rispettivamente "Mini Murray" e "Mega Murray") e Adrian Smith (Josephine Soegijanty, Elizabeth Schall, Heather Baker e Courtney Cox, rispettivamente "Adrienne Smith", "Adrianne Smith", "Adrienne Smith" e "Adriana Smith"); le bassiste richiamano Steve Harris, con nomi quali "Steve Heiress" (Melanie Sisneros) e "Steph Harris" (Wanda Ortiz); la batterista Linda McDonald utilizza lo pseudonimo di "Nikki McBurrain", che richiama sia Nicko McBrain che Clive Burr.
Aja Kim è stata l'unico membro della band ad aver adottato un nome che non rimandasse unicamente agli Iron Maiden (il suo pseudonimo, "Bruce Lee Chickinson", era l'unione dei nomi del cantante degli Iron Maiden Bruce Dickinson e dell'attore/artista marziale Bruce Lee).

## Formazione

### Formazione attuale
- Kirsten Rosenberg ("Bruce Chickinson") – voce (2008-presente)
- Nita Strauss (attualmente in tournée con Alice Cooper) – chitarra (2010-presente)
- Nikki Stringfield ("Davina Murray") – chitarra (2012-presente)
- Wanda Ortiz ("Steph Harris") – basso, cori (2002-presente)
- Linda McDonald ("Nikki McBurrain") – batteria, cori (2001-presente)
- Shani Kimelman ("Adriana Smith") – chitarra (2023–presente)

Musicisti di supporto
- Nili Brosh – chitarra (2010 - presente)

### Ex componenti
- Courtney Cox ("Adriana Smith") – chitarra (2008-2023)
- Melanie Sisneros ("Steve Heiress") – basso (2001-2002)
- Jenny Warren ("Bruce Chickinson") – voce (2001-2003)
- Josephine Soegijanty ("Adrienne Smith") – chitarra, cori (2001-2005)
- Elizabeth Schall ("Adrianne Smith") – chitarra (2005-2006)
- Aja Kim ("Bruce Lee Chickinson") – voce (2003-2008)
- Heather Baker ("Adrienne Smith") – chitarra, cori (2006-2008)
- Sara Marsh ("Mini Murray") – chitarra, cori (2001-2010)

#### Ex-musicisti di supporto
- Michelle Meldrum – chitarra (2006)
- Michael Kenney – tastiere (2005-2007)

## Discografia

### Album
- 2005 – World's Only Female Tribute to Iron Maiden
- 2007 – Route 666

### EP
- 2008 – The Root of All Evil

### Partecipazioni
- 2006 – AA.VV – Girls Got Rhythm!

## Videografia
- Metal Gathering Tour Live in Japan 2010